# Гай (Бучанський район)
Гай — село в Україні, у Бучанському районі Київської області. Населення становить 27 осіб. Входить до складу Бородянської селищної громади.

## Історія
Хутір Гай виник 1926 року як «новий виселок з села Загальці», тобто частина селян Загальців заснувала поряд із селом хутір. Того ж таки 1926 року тут було 31 господарство та мешкало 150 осіб — 83 чоловіки та 67 жінок. 1933 року кількість господарств зросло до 40.